# Hexenschnitt
Unter Hexenschnitt versteht der Zimmerer einen Arbeitsschritt, der an einem Gratsparren oder Kehlsparren vorgenommen werden muss, wenn am Traufpunkt der Sparren kein waagerechter oder lotrechter Abschnitt vorgesehen ist.

## Beschreibung
Meist werden die Sparren am Traufpunkt nicht waagerecht bzw. lotrecht geschnitten, was konstruktiv gesehen die einfachsten Ausführungen wären. 
Ein nicht waagerechter oder lotrechter Abschnitt wird verwendet, um einen Dachkasten oder Verzierungen anzubringen.

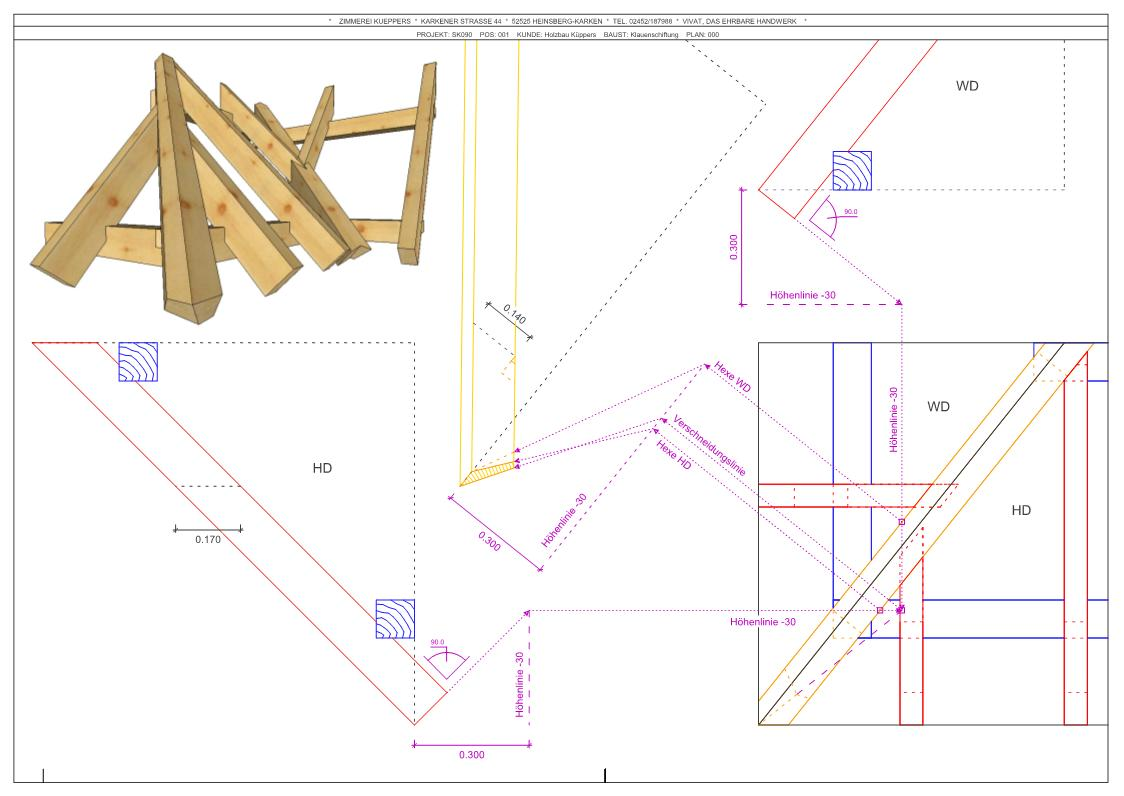
Hexenschnitt am Gratsparren (unwahr)

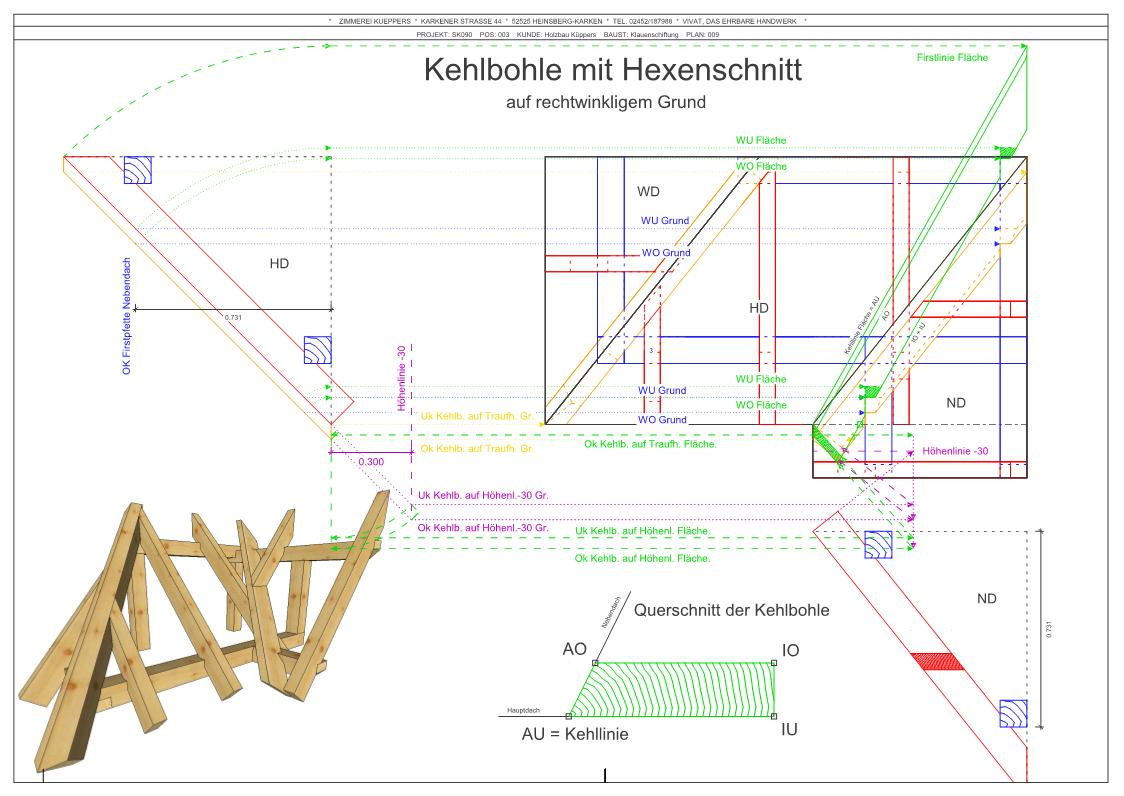
Kehlbohre mit Hexenschnitt

Ist in dem Dach ein Grat oder eine Kehle, also auch ein Gratsparren bzw. ein Kehlsparren vorhanden, entsteht ein ähnliches Problem, welches der Abgratung oder Auskehlung zugrunde liegt. 
Da der Gratsparren und Kehlsparren eine andere kleinere Neigung als die Sparren der Dachflächen aufweisen, würde ein Abschnitt im gleichen Winkel wie bei den Sparren zu einer Unebenheit im Traufschnitt führen. 
Zeichnerisch und heute auch rechnerisch werden die Winkel der Abschnitte an Gratsparren und Kehlsparren ermittelt und ausgeführt. 
Das Ergebnis ist ein Traufschnitt an Grat- oder Kehlsparren, der fluchtgerecht zu den Sparren-Traufschnitten verläuft. 
Durch geschickte Austragung kann der geübte Zimmerer dafür sorgen, dass der Hexenschnitt auch bei ungleichen Dachneigungen symmetrisch verläuft, indem die Traufabschnitte der Sparren optimal aufeinander abgestimmt werden.